# Tmarus longicaudatus
Tmarus longicaudatus är en spindelart som beskrevs av Jacques Millot 1942. Tmarus longicaudatus ingår i släktet Tmarus och familjen krabbspindlar. Inga underarter finns listade i Catalogue of Life.